# 福井市灯明寺中学校
福井市灯明寺中学校（ふくいし とうみょうじちゅうがっこう）は、福井県福井市灯明寺三丁目にある公立中学校。通称は灯中（）。
伝統的なものとして「灯中三黙」「灯中ソーラン」などがあり代々受け継がれている。

## 沿革
- 1949年（昭和24年）3月31日 - 中藤島村、河合村、西藤島村の3つの中学校が合併して発足。
- 1999年（平成11年）10月2日 - 創立50周年記念式典を挙行。
- 2009年（平成21年）11月14日 - 創立60周年記念式典を挙行。
- 2019年（令和元年） - 創立70周年記念式典を挙行。

## 部活動
運動部
- 野球部
- サッカー部
- ハンドボール部
- 男子卓球部
- 女子卓球部
- ソフトボール部
- 陸上部
- 男子バレーボール部
- 女子バレーボール部
- 女子バスケットボール部
- 男子バスケットボール部

文化部
- 放送部
- 吹奏楽部
- 美術部
- 家庭部

## 委員会
- 安全
- 生活
- 文化
- 図書
- 整美
- 保健
- 体育
- 給食

## アクセス
- 北陸新幹線・ハピラインふくい線 福井駅より、京福バス 25系統（エンゼルランド線）、28系統（運転者教育センター線）にて「灯明寺」下車、約350 m。
- えちぜん鉄道三国芦原線 新田塚駅より約1.3 km。
- E8 北陸自動車道 福井北ICより、主に国道416号経由 約8.5 km。
- E67 中部縦貫自動車道 松岡ICより、主に国道416号経由 約9.5 km。